# Equação de voltagem de Goldman-Hodgkin-Katz
A equação de voltagem de Goldman–Hodgkin–Katz, também conhecida como a equação de Goldmann, é utilizada na fisiologia de membrana para determinação do potencial reverso através de uma membrana celular levando em consideração todos os íons que podem permear uma membrana celular
Os descobridores dessa equação são David E. Goldman ,da  Universidade Columbia, e os britânicos Alan Lloyd Hodgkin e Bernard Katz.

## Equação para íons monovalentes
A equação de voltagem de GHK e paraspécies iônicas monovalentes positivas ({\displaystyle M}) e negativas  ({\displaystyle A}):
Isso resulta no seguinte caso consideremos uma membrana separando duas soluções de  {\displaystyle \mathrm {K} _{x}\mathrm {Na} _{1-x}\mathrm {Cl} }:
É uma equação "do tipo Nernst" mas com um termo para cada íon permeantes:
- {\displaystyle E_{m}} = Potencial de membranal (em volts, equivalente a joules por coulomb)
- {\displaystyle P_{\mathrm {ion} }} = A permeabilidade ao íon (em metros por segundo)
- {\displaystyle [ion]_{\mathrm {out} }} = A concentração extracelular do íon em questão (em mols por metro cúbico, para coincidir com as outras unidades  do SI )
- {\displaystyle [ion]_{\mathrm {in} }} = a concentração intracelular do íon (em mols por metro cúbico)
- {\displaystyle R} = A constante universal dos gases perfeitos (joules por kelvin por mol)
- {\displaystyle T} = A temperatura em kelvins
- {\displaystyle F} = A constante de Faraday (coulombs por mol)

O primeiro termo, antes dos parênteses, pode ser reduzido a 61.5 mV  para cálculos considerando a temperatura média do corpo humano (37 °C)
Note que a carga iônica determina o sinal da contribuição para o potencial de membrana. Note também que durante um potencial de ação, apesar do potencial de membrana modificar-se em aproximadamente 100mV, as concentrações dos íons dentro e fora da célula não mudam significativamente. 

### Cálculo do primeiro termo
Usando {\displaystyle R\approx {\frac {8.3\ \mathrm {J} }{\mathrm {K} \cdot \mathrm {mol} }}}, {\displaystyle F\approx {\frac {9.6\times 10^{4}\ \mathrm {J} }{\mathrm {mol} \cdot \mathrm {V} }}}, e assumindo a temperatura corporal  {\displaystyle T=37\ ^{\circ }\mathrm {C} =310\ \mathrm {K} } e o fato que um volt é igual a um joule de energia por coulomb de carga, a equação:
pode ser reduzida a

## Derivação
A equação de Goldman visa determinar a voltagem  Em através de uma membrana.  Um sistema de coordenadas cartesianas é usado ára descrevar descrever o sistema, com a direção z sendo perpendicular à membrana. Assumindo que o sistema é simétrico nas direções x e y (em volta e ao longo do axônio respectivamente) apenas a direção z necessita ser considerada; sendo assim, a voltagem Em é a integral do componente z do  campo elétrico através da membrana.
De acordo com o modelo de Goldman, apenas dois fatores influenciam o movimento de íons através de uma membrana permeável: o campo elétrico médio e a diferença da concentração de íons entre um lado da membrana e o outro. O campo elétrico é considerado constante atraés da membrana, de forma que pode ser definido como  Em/L, onde L é a espessura da membrana. Para um dado íon  A com valência nA, seu flux jA—em outras palavras, o número de íons atravessando pelo tempo e pela área da membrana —é dado pela fórmula
O primeiro termo corresponde a lei de Fick que fornece o fluxo  devido a  difusão pelo gradiente de concentração, ou seja, das concentrações altas para as baixas. A constante  DA é a constante de difusão do  íon A. O segundo termo reflete o fluxo devido ao campo elétrico que, de forma coerente, aumenta de forma linear com o campo elétrico; essa é uma relação de Einsten aplicada a mobilidade eletroforética.  As constantes utilizadas são a valência nA do íon A (por exemplo, +1 para K+, +2 para Ca2+ e−1  Cl−), a temperatura T (em kelvins), a constante dos gases R, e a constante de faraday F, que é a carga total de um mol de elétrons.
Usando a técnica matemática de separação de variáveis, a equação pode ser separada:
Integrando ambos os lados de z=0(dentro da membrana) a z=L (fora da membrana), obtemos a solução:
onde μ é um número sem dimensão:
e PA é a permeabilidade iônica, definida aqui como
A densidade de corrente elétrica JA é igual à carga qA do íon multiplicada pelo fluxo jA
Nota: a densidade de corrente é determinada em unidades de Amperes/m2. O fluxo molar, em unidades de mol/(s.m2). Sendo assim, para obter a densidade de corrente a partir do fluxo molar, é necessáriio multiplicar pela constante de Farada (Coulombs/mol). Como a valência já foi considerada para a parte acima, a carga qA de cada íon na equanção deve ser interpretado como +1 ou -1 dependendo da polaridade do íon.
Há uma corrente tal associada com cada tipo de íon que pode atravessar a membrana. Por  pressuposto a densidade de corrente total da voltagem de Goldman Emé zero.
Caso todos os íons sejam monovalentes—ou seja, se todos os nA sao iguas a  +1 ou -1—essa equação pode ser escrita
cuja solução é a equação de Goldman
onde
Se íons divalentes como o cálcio são considerados, termos como e2μ aparecerão, que é o quadrado def eμ; nesse caso, a fórmula para a equação de Goldman pode ser solucionada usando a fórmula quadrática.